# Autolytus orientalis
Autolytus orientalis är en ringmaskart som beskrevs av Willey 1905. Autolytus orientalis ingår i släktet Autolytus och familjen Syllidae. Inga underarter finns listade i Catalogue of Life.